# Woodville (Texas)
Woodville település az Amerikai Egyesült Államok Texas államában, Tyler megyében, melynek megyeszékhelye is. Lakosainak száma 2403 fő (2020. április 1.).

## Népesség
A település népességének változása:

| 2010 | 2 586 |
| 2020 | 2 403 |